# Txeriómukhovka
Txeriómukhovka (en rus: Черёмуховка) és un poble de la República de Komi, a Rússia, segons el cens del 2010 tenia 1.062 habitants.